# Cycloctenus centralis
Cycloctenus centralis är en spindelart som beskrevs av Forster 1979. Cycloctenus centralis ingår i släktet Cycloctenus och familjen Cycloctenidae. Inga underarter finns listade i Catalogue of Life.